# Fritz Selbmann

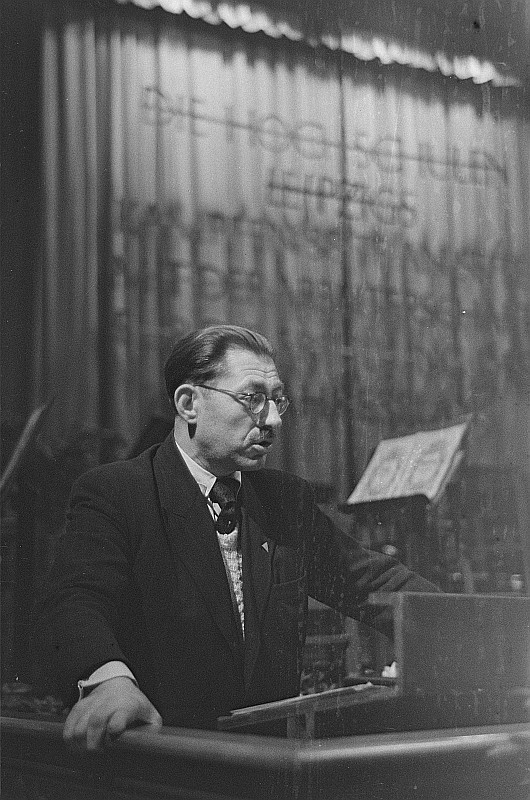
Fritz Selbmann, 1948

Friedrich Wilhelm „Fritz“ Selbmann (* 29. September 1899 in Lauterbach (Hessen); † 26. Januar 1975 in Ost-Berlin) war Parteifunktionär, Minister und Schriftsteller in der DDR.

## Leben
Fritz Selbmann, Sohn eines Kupferschmiedes, arbeitete bereits mit 17 Jahren unter Tage, war Soldat im Ersten Weltkrieg und 1918 Mitglied eines Arbeiter- und Soldatenrates. 1920 trat er in die USPD ein und 1922 in die KPD. In der Weimarer Republik wurde er mehrfach wegen politischer Tätigkeit verhaftet und zu Gefängnisstrafen verurteilt. Er war 1930/31 politischer Sekretär im Bezirk Oberschlesien und im Anschluss bis 1933 im Bezirk Sachsen. Selbmann war vom 4. Oktober 1930 bis zu seiner Mandatsniederlegung infolge des sogenannten Preußenschlags am 22. August 1932 Mitglied des Preußischen Landtages und 1932/33 Mitglied des Reichstages. Er nahm am 7. Februar 1933 an der illegalen Tagung des Zentralkomitees der KPD im Sporthaus Ziegenhals bei Berlin teil. Im gleichen Jahr wurde er verhaftet und überlebte den Nationalsozialismus in Zuchthäusern und KZs wie dem KZ Sachsenhausen und dem KZ Flossenbürg.
Nach der Befreiung vom Nationalsozialismus hatte er in der SBZ (stellvertretender Vorsitzender der Deutschen Wirtschaftskommission) und in der DDR hohe Funktionen inne (u. a. Minister für Industrie, später Minister für Schwerindustrie und stellvertretender Vorsitzender der Staatlichen Plankommission und des Volkswirtschaftsrates).
Anlässlich des Aufstandes vom 17. Juni 1953 war er einer der wenigen prominenten SED-Funktionäre, die sich in Berlin den Streikenden stellten. Als sich am 16. Juni 1953 Tausende von Bauarbeitern auf dem Platz vor dem Haus der Ministerien in der Leipziger Straße versammelt hatten, um gegen die Erhöhung ihrer Arbeitsnormen zu protestieren, begab er sich mutig unter die Demonstranten und versuchte von einem Bürotisch herab zu ihnen zu sprechen. Aber der aufgestaute Unmut der Arbeiter war schon zu groß. Selbst seine Mitteilung, das Politbüro habe die Normenerhöhung soeben zurückgenommen, vermochte die aufgebrachte Menge nicht zu beruhigen. Sein Hinweis, er sei doch selber ein Arbeiter, stieß auf entschiedene Ablehnung. Selbmann musste abtreten. Der begonnene Arbeiterprotest entwickelte sich zum Volksaufstand. In seinem am 21. Juni 1953 auf der Parteiaktivtagung in Dresden gehaltenen Referat bezeichnete Selbmann den Aufstand als „unerhörten Schandfleck der deutschen Arbeiterbewegung“ und verglich ihn mit dem deutschen Überfall auf die Sowjetunion am 22. Juni 1941.
1954 bis 1958 war Selbmann Mitglied des ZK der SED. Wegen „abweichender Haltung“ wurde er von Walter Ulbricht 1958 im Umfeld der sogenannten Schirdewan-Wollweber-Fraktion in der SED-Führung aus seinen politischen und staatlichen Ämtern gedrängt und verlegte sich auf die Schriftstellerei. Die Kämpfe um die sozialistische Planerfüllung waren sein vorherrschendes Motiv.
Bis zu seinem Tod lebte Fritz Selbmann als freischaffender Schriftsteller in Berlin, erst in Karlshorst und dann ab 1965 in Müggelheim. 1969–1975 war er einer der Vizepräsidenten des DDR-Schriftstellerverbandes. Er veröffentlichte 1970 im Mitteldeutschen Verlag, Halle/Saale, unter dem Titel Alternative, Bilanz, Credo. Versuch einer Selbstdarstellung seine Autobiografie.
Seine Urne wurde in der Gedenkstätte der Sozialisten auf dem Zentralfriedhof Friedrichsfelde in Berlin-Lichtenberg beigesetzt.
Sein Sohn Erich war Journalist und Chefredakteur der Aktuellen Kamera.

## Ehrungen

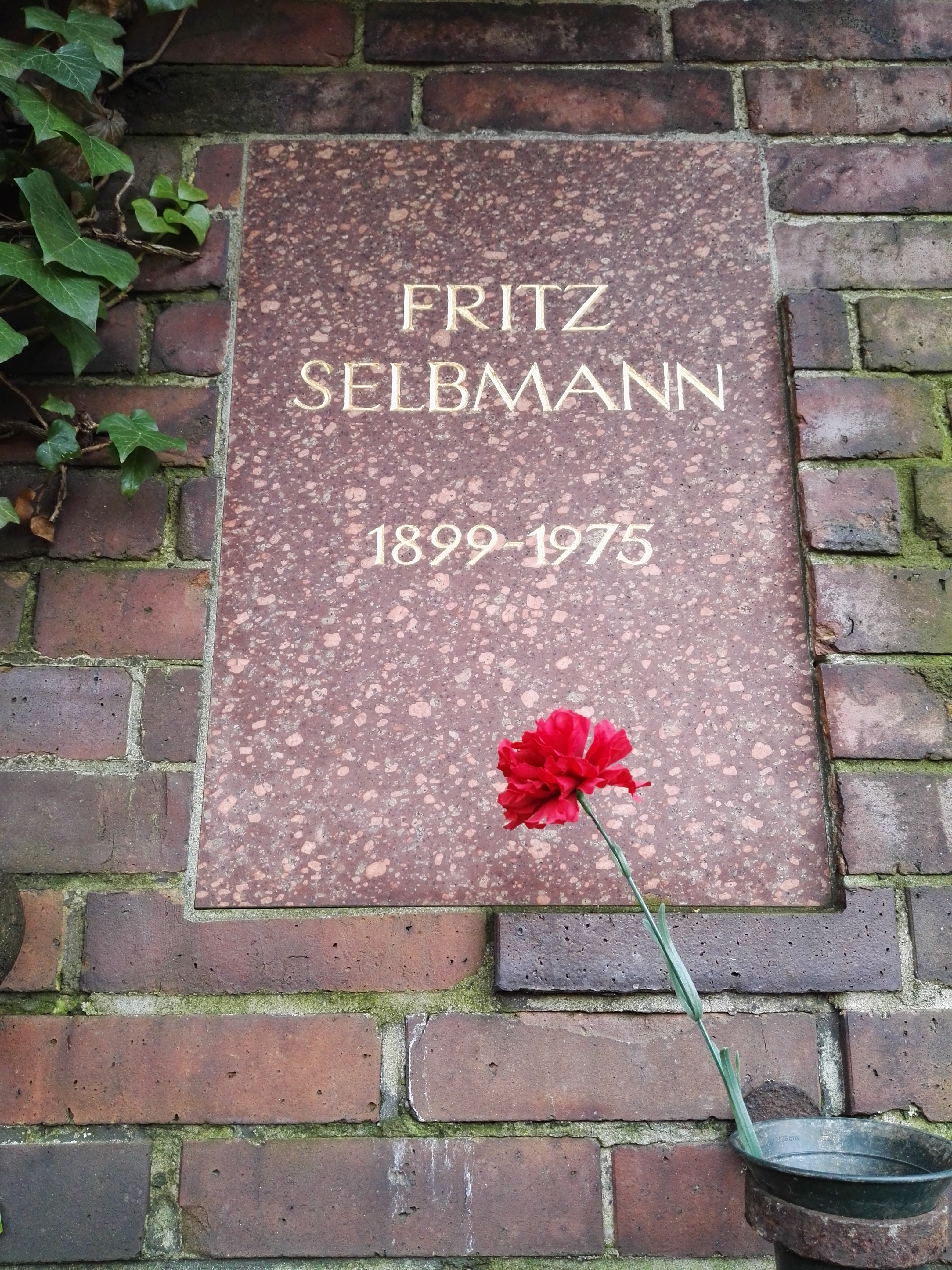
Urnengrab in der Gedenkstätte der Sozialisten auf dem Zentralfriedhof Friedrichsfelde in Berlin-Lichtenberg

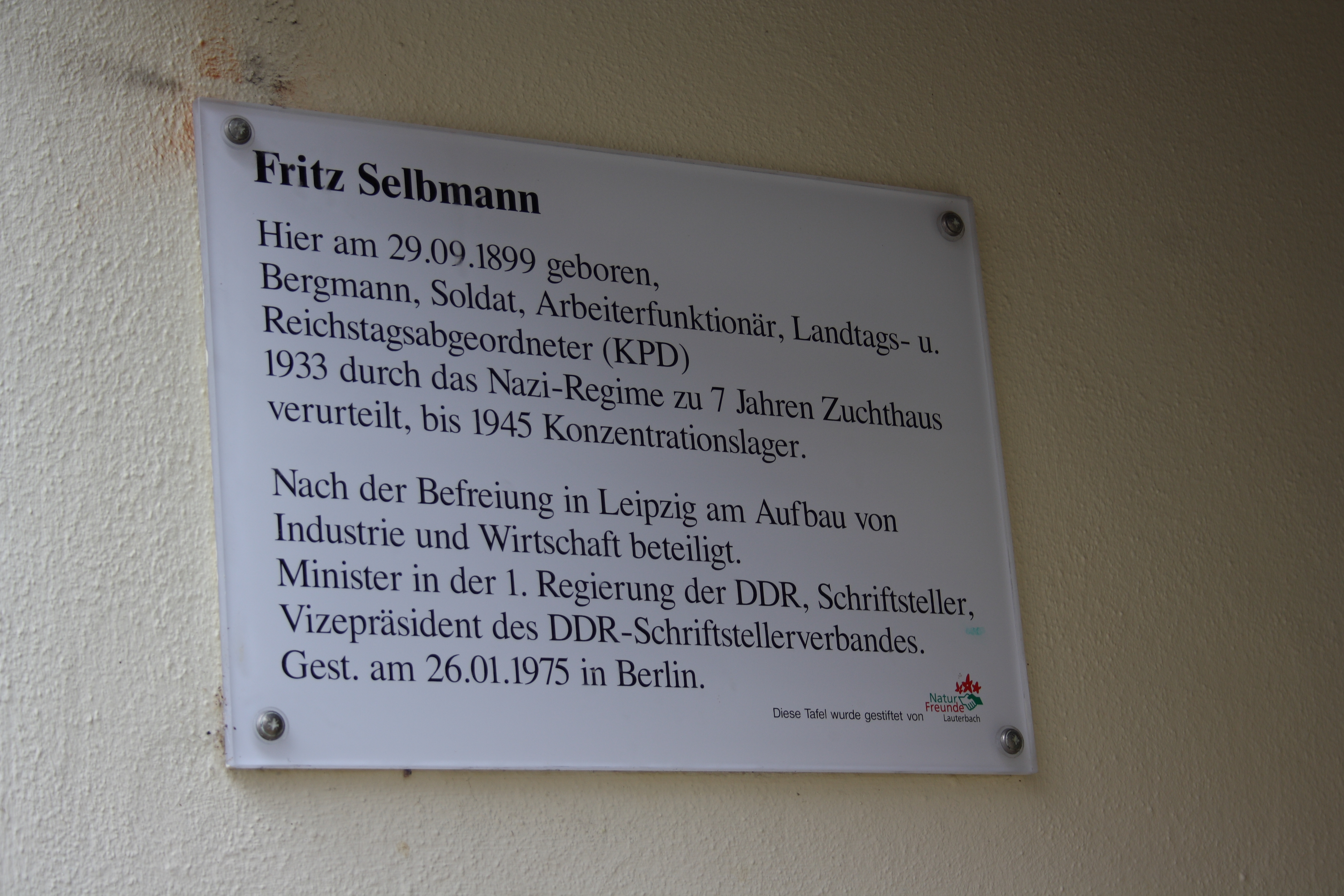
Gedenktafel in Lauterbach

- Am 6. Mai 1955 wurde Selbmann mit dem Vaterländischen Verdienstorden in Silber ausgezeichnet.
- In der DDR waren u. a. das Schulungs- und Erholungsheim des staatlichen Metall-Kontor Rheinsberg/Mark Untermühle (1965), die 16. Oberschule in Berlin-Müggelheim (1977),[4] die 88. Polytechnische Oberschule in Leipzig/Grünau (1980), der Kleine Saal des Hauses der Berg- und Energiearbeiter (1985), das VEB Gaskombinat „Fritz Selbmann“ Schwarze Pumpe (1986) sowie die 24. Polytechnische Oberschule in Hoyerswerda (1987) nach ihm benannt. Bereits 1950 war die Fachschule für Elektrotechnik in Mittweida nach Selbmann benannt worden.[5]
- 1986 erhielt eine Straße in Berlin-Hellersdorf seinen Namen (seit 1992 Maxie-Wander-Straße).
- Die Deutsche Post der DDR gab 1989 zu seinen Ehren eine Sondermarke in der Serie Persönlichkeiten der deutschen Arbeiterbewegung heraus.
- Eine Tafel an seinem Geburtshaus erinnert an sein Werk und Schaffen.

## Darstellung Selbmanns in der bildenden Kunst der DDR
- Fritz Eisel: Der Schriftsteller Fritz Selbmann (1966, Öl, 72 × 92 cm)[6]

## Schriften
- Aufbruch des Geistes. Zur Frage der neuen deutschen Volkskultur. Haag-Drugulin, Leipzig 1945.
- Reden und Tagebuchblätter 1933-1947. Voco-Verlag, Dresden 1947.
- Betriebe des Volkes, Pioniere des demokratischen Neuaufbaus. Landesregierung Sachsen, Dresden 1947.
- Aktuelle Fragen unserer Wirtschaftspolitik. Sachsenverlag, Dresden 1947.
- Wahrheit und Wirklichkeit. Kritische Essays über Fragen die Philosophie und Geistesgeschichte. Voco-Verlag, Dresden 1947.
- Planung und Wirtschaftspolitik. Landesregierung Sachsen, Dresden 1947.
- Volksbetriebe im Wirtschaftsplan. Verlag Die Wirtschaft, Berlin 1948.
- Demokratische Wirtschaft. Drei Vorträge gehalten an der Universität Leipzig und der Technischen Hochschule Dresden. Dresdener Verlagsgesellschaft, Dresden 1948.
- Für eine gesamtdeutsche Wirtschaftspolitik. Deutscher Zentralverlag, Berlin 1949.
- Ost-West-Handel und freier Außenhandel. Probleme der deutschen Wirtschaftseinheit. KPD-Fraktion im Wirtschaftsrat des Vereinigten Wirtschaftsgebietes, Frankfurt am Main 1949.
- Interzonenhandel und Wirtschaftseinheit. Kongreß-Verlag, Berlin 1949.
- Der wichtigste Faktor in der wirtschaftlichen Entwicklung. Greif Verlag, Berlin 1950.
- Aufgaben zur weiteren Steigerung der Arbeitsproduktivität und zur Erhöhung der sozialistischen Akkumulation. Ministerium für Arbeit und Berufsausbildung, Berlin 1956.
- Befreite Arbeit. 10 Jahre volkseigene Betriebe. Dietz Verlag, Berlin 1956.
- (mit Gerhart Ziller): Die neue Epoche der technischen Entwicklung. Dietz Verlag, Berlin 1956.
- Ein Zeitalter stellt sich vor. Verlag Technik, Berlin 1957.
- (als Mitautor): Agricola-Studien. Akademie-Verlag, Berlin 1957.
- Die lange Nacht. Mitteldeutscher Verlag, Halle 1961.
- Ein Mann und sein Schatten. Mitteldeutscher Verlag, Halle 1962.
- Die Heimkehr des Joachim Ott. Roman Mitteldeutscher Verlag, Halle 1962. (1980 als Die Heimkehr des Joachim Ott verfilmt.)
- Die Söhne der Wölfe. Mitteldeutscher Verlag, Halle 1965.
- Alternative, Bilanz, Credo. Versuch einer Selbstdarstellung. Mitteldeutscher Verlag, Halle 1969.
- (als Hg.): Die erste Stunde. Porträts. Verlag Neues Leben, Berlin 1969. (Im selben Jahr erschien eine Lizenzausgabe für den Buchclub 65.)
- Diese Art zu leben. Über das Verhältnis von Macht und Geist. Mitteldeutscher Verlag, Halle 1971.
- Der Mitläufer. Roman. Mitteldeutscher Verlag, Halle 1972.
- (als Hg.): DDR-Porträts. Eine Anthologie. Verlag Philipp Reclam jun., Leipzig 1974.
- Das Schreiben und das Lesen. Ein Sammelband. Mitteldeutscher Verlag, Halle 1974.
- Ausgewählte Reden und Artikel. 1945-1957. Dietz Verlag, Berlin 1974.
- Acht Jahre und ein Tag. Bilder aus den Gründerjahren der DDR. Verlag Neues Leben, Berlin 1999, ISBN 978-3-355-01499-1[7]

## Verfilmungen
- 1980: Die Heimkehr des Joachim Ott (Fernsehfilm)

## Hörspiele
- 1969: Ein weiter Weg – Regie: Fritz-Ernst Fechner (Hörspiel (8 Teile) – Rundfunk der DDR)